# Schwarzer Kater (Tauche)
Schwarzer Kater ist ein Wohnplatz der Gemeinde Tauche im Landkreis Oder-Spree im Land Brandenburg.

## Geografische Lage

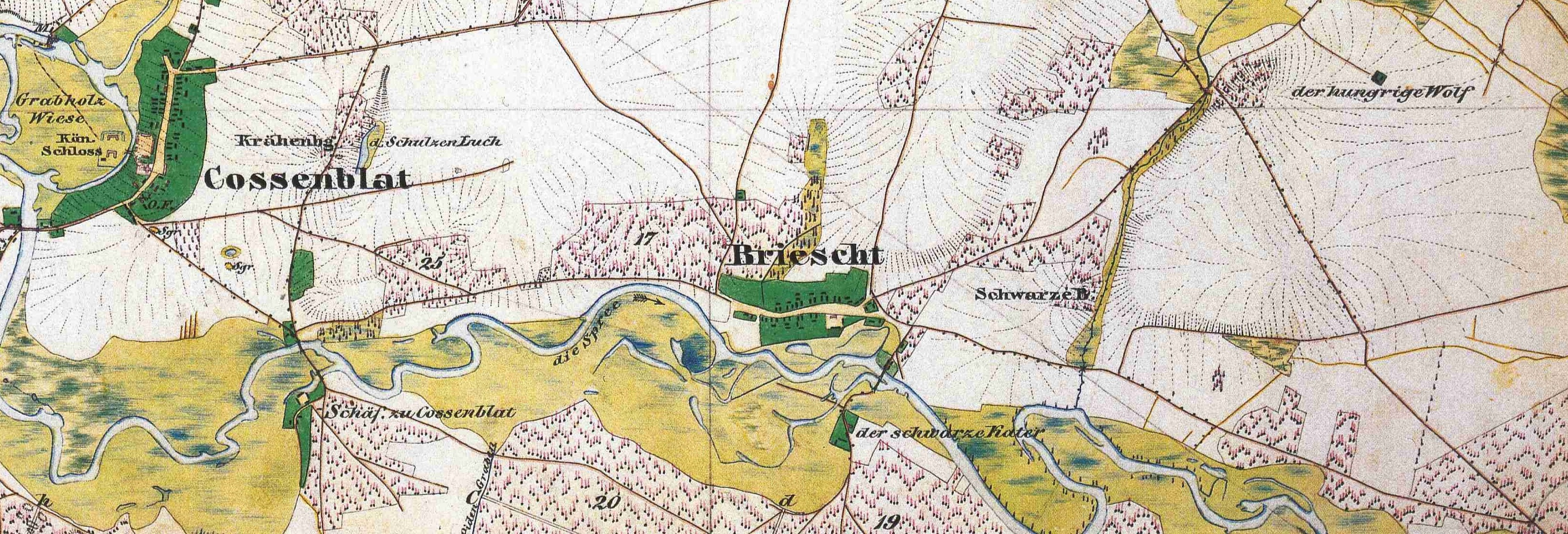
Urmesstischblatt von 1846

Der Wohnplatz liegt südlich des Taucher Ortsteils Briescht und wird von diesem durch die Spree getrennt, die in diesem Bereich von Westen kommend in östlicher Richtung fließt. Südöstlich liegt der weitere Wohnplatz Rocher, der zum Taucher Ortsteil Trebatsch gehört. Südlich der Bebauung schließt sich ein zusammenhängendes Waldgebiet an; die nördlichen Flächen werden durch die Niederungslandschaft der Spree dominiert.

## Geschichte
Der Wohnplatz erscheint als Etablissement auf dem Urmesstischblatt von Kossenblatt aus dem Jahr 1846, allerdings sind bereits auf dem Schmettauschen Kartenwerk (1767–1787) einzelne Wohngebäude erkennbar. Es handelte sich um einen Hof, der zum Gut Briescht gehörte, das 1928 mit der Gemeinde vereinigt wurde. Im Jahr 1925 lebten dort 16 Personen. Ab 1957 wurde der Schwarze Kater als Wohnplatz von Briescht geführt.